# Josep Nicolau i Balaguer
Josep Nicolau Balaguer (Lloret de Vistalegre, 8 de febrer de 1907 - Palma, 19 de novembre de 1934), conegut amb el sobrenom de ‘Es Canó de Llorito', va ser un destacat ciclista mallorquí de la dècada de 1930. Va morir a l'edat de 27 anys a conseqüència d'un accident al Campionat d'Espanya de Mig Fons al Velòdrom de Tirador a Palma.

## Biografia
Va néixer a Lloret de Vistalegre en el si d'una família humil i dedicada a l'agricultura. Durant la seva infància Nicolau va evidenciar unes innates condicions físiques, malgrat només va iniciar-se al món del ciclisme una vegada finalitzat el servei militar obligatori. El ciclista va viure en primera persona un dels fets més rellevants a la història de Lloret de Vistalegre, quan a l'any 1925 va esdevenir un municipi independent després de segregar-se definitivament del poble de Sineu.
El seu descobridor com a ciclista va ser Amengual, periodista del diari Última Hora. Entre les amistats més properes de Nicolau s'hi trobava Miquel Panxó, natural també de Lloret de Vistalegre amb qui a compartir nombroses curses del calendari balear.

## Trajectòria esportiva
Nicolau va debutar en competició oficial el 10 de març de 1929 al Velòdrom de Tirador. El ciclista llorità va emportar-se el triomf a la primera prova d'eliminació del Trofeu França - Espanya. Aquesta primera temporada com a ciclista va sumar un total de 10 victòries, la majoria en proves de ciclisme en pista.
La segona temporada de 1930 va confirmar la seva progressió amb prop de 30 victòries. Cal destacar per primera vegada la seva presència a proves nacionals a València i Catalunya. Entre els resultats més rellevants hi figuren la sisena posició a la classificació general de la Volta Ciclista Llevant, amb dos triomfs parcials a la tercera i quarta etapa, el sots Campionat de Balears de fons en carretera i el Campionat de Balears de Fons en Pista.
Entre els anys 1931 i 1932, el nombre de victòries i podis de Nicolau va seguir creixent. El llorità va fer-se un lloc entre els ciclistes de referència del moment. Tres fites marquen aquest bienni: el triomf a la classificació general de la II Volta a Mallorca, amb victòria a les dues etapes a Manacor i Artà, el Campionat de Balears de fons en carretera i la tercera posició al Campionat d'Espanya de fons en carretera.
A la temporada següent Nicolau va marcar una fita històrica en convertir-se en el primer en disputar un Campionat del Món de fons en carretera a la localitat de Montlhéry a França. El ciclista llorità va formar equip amb Mariano Cañardo i Antonio Escuriet. La carrera va estar marcada per l'atac quasi de sortida de Georges Speicher, qui finalment va adjudicar-se el triomf. Nicolau va ser un dels ciclistes perseguidors del ciclista francés, recent vencedor del Tour de França, en el primer terç del campionat però finalment va haver d'abandonar.
L'any 1934 Nicolau va repetir victòria a la classificació general de la Volta a Mallorca, amb triomfs a la primera i tercera etapa. Encara que el seu triomf més destacat de la temporada va ser una victòria d'etapa a la Volta a Catalunya, llavors la volta per etapes més coneguda al territori espanyol. El llorità va imposar-se a la novena etapa entre Figueres i Terrassa de 168 km després de superar a l'esprint a l'italià Carlo Romanatti, qui posteriorment va ser 2n a la classissima Milan-San Remo de 1936.

## Rivalitat amb Bartomeu Flaquer
Nicolau va establir una enorme rivalitat amb Bartomeu Flaquer, de sobrenom Es Gallet d'Artà. L'episodi més singular d'aquest enfrontament va produir-se a la II Volta a Mallorca disputada al 1932 amb dues etapes a Manacor i Artà.
Segons les cròniques de l'època, Flaquer va acusar alguns aficionats d'impedir-li l'entrada al Camp de Fútbol de Manacor, on hi havia ubicada l'arribada de la primera etapa, per facilitar la victòria de Nicolau. L'endemà, amb final al velòdrom d'Artà, es va repetir l'escena a l'inversa. Nicolau va ser el perjudicat pel públic assistent arribant a derribar-lo metres abans de creuar la línia d'arribada davant de Flaquer.
Tant Nicolau com Flaquer varen presentar diverses reclamacions. Finalment la direcció de la carrera va resoldre en favor del ciclista llorità com a vencedor de les dues etapes i de la classificació general.

## Mort
El ciclista llorità va morir a conseqüència d'un accident a les sèries eliminatòries del Campionat d'Espanya de Mig Fons. El pistard va perdre el control de la bicicleta quan la roda davantera va impactar amb el rodet de la moto. Nicolau va ser traslladat a l'hospital de Palma en estat crític. Va morir poques hores després de matinada.
La seva mort va commocionar la societat mallorquina i va omplir les pàgines del mitjans de comunicació locals com La Almudaina, Correo de Mallorca o Última Hora a Mallorca i dels mitjans nacionals com El Mundo Deportivo, ABC, Diario AS o La Vanguardia.
Nicolau va ser enterrat al cementiri de Palma el dia 20 de novembre del 1934.

## Homenatges pòstums
La mort de Nicolau va ser sentida a tota l'illa. En una època en la qual el ciclisme era un esport de masses a Mallorca, el fèretre del llorità va recórrer els principals carrers de Palma, on va rebre el reconeixement de milers de d'aficionats i ciutadans de Palma i de la Part Forana.
Per voluntat popular, i amb la col·laboració dels clubs illencs i de la premsa, a l'any 1935 va ubicar-se un bust d'homenatge als jardins del Velòdrom de Tirador.
El lloc va convertir-se en un dels espais de pelegrinatge pel ciclisme illenc durant els anys posteriors. El sis vegades Campió del Món de ciclisme en pista Guillem Timoner va participar-hi amb una ofrena floral per celebrar el seu primer títol mundial al 1955. Després del tancament del velòdrom, el bust va ser restaurat i traslladat a Lloret de Vistalegre a l'any 1976.
El Bar Ca Na Perica, regentat per familiars a Lloret de Vistalegre, va convertir-se en un altre dels llocs d'homenatge permanent a Nicolau. La decoració de l'establiment incloïa una selecció d'imatges de la vida i trajectòria esportiva de Nicolau.

## Recuperació de la seva figura
Superada l'època franquista, el consistori de Lloret de Vistalegre va posar-li el seu nom a un dels carrers del municipi. El Passeig Nicolau està ubicat precisament al costat del seu bust a davant del Bar Es Pou.
La revista Es Pi Gros va dedicar el butlletí informatiu número 18 de 1984 a Nicolau, incloent un detallat palmarès esportiu des de la seva primera carrera al 1929. També la revista local de Sa Llendera va publicar un breu reportatge sobre Nicolau a inicis de la dècada del 2000.
El Club Ciclista Lloret ha col·laborat des de la seva fundació en la recuperació de la figura de Nicolau. L'entitat ha realitzat tasques de recerca i d'homenatge al ciclista llorità destacant documental ‘Josep Nicolau Balaguer, Es Canó de Llorito’, en fase de producció, l'homenatge amb diferents actes coincidint amb el 75è aniversari del seu naixement i l'organització de la cursa ciclista Memorial Josep Nicolau del 2009 fins al 2017.

## Palmarès
- 1929
  - 1r classificat al Trofeu França Espanya del 10 de març al Velòdrom de Tirador.
  - 5è classificat amb Josep Pastor a la prova d'Americana 3 hores del 25 de març al Velòdrom de Tirador.
  - 1r classificat principiants a la cursa d'inauguració de l'1 d'abril al Velòdrom de Felanitx.
  - 1r classificat a la cursa sprints a 20 voltes del 7 d'abril al Velòdrom de Llucmajor.
  - 1r classificat a 2n prova del 20 de maig França-Espanya al Velòdrom de Tirador.
  - 31è classificat al Gran Premi Exposició del 10 de juny de Barcelona.
  - 4t classificat amb Antoni Antich a la prova d'Americana del 16 de juny al Velòdrom de Llucmajor.
  - 1r classificat a la prova de Velocitat del 7 de juliol al Velòdrom de Llucmajor.

- 1930
  - Campionat de Balears de Fons en Pista
  - Vencedor de 2 etapes a la Volta a Llevant
- 1931
  - 3r al Campionat d'Espanya en ruta
- 1932
  - Campionat de Balears de Fons en Carretera
  - 1r a la Volta a Mallorca
- 1934
  - Campionat de Balears de Fons en Pista
  -  Campió d'Espanya de Velocitat
  - 1r a la Volta a Mallorca i vencedor de 3 etapes
  - Vencedor d'una etapa a la Volta a Catalunya